# Zuppa di formaggio
La zuppa di formaggio è un piatto a base di formaggio diffuso in vari paesi del mondo, fra cui Stati Uniti, Colombia, Messico Francia, Svizzera e Tibet.

## Caratteristiche e ingredienti
La zuppa al formaggio è un piatto cremoso, molto sostanzioso e ricco di grassi di cui esistono molte varianti. Solitamente, il piatto contiene, oltre al formaggio, dei leganti come il latte, il burro o il brodo, e ingredienti a piacere.
I latticini usati per preparare la zuppa possono essere a pezzi o grattugiati, e includono quelli a pasta dura come il cheddar, il gruviera e il Parmigiano Reggiano, o a pasta molle come il farmer cheese, il gouda, muenster, il queso blanco e il queso Chihuahua. A volte si utilizzano i formaggi a pasta fusa al posto di quelli naturali.
La zuppa di formaggio può essere insaporita con altri ingredienti fra cui birra, pangrattato, uova, pancetta, cipolla, aglio, e verdure.

### Prodotto in serie
Le zuppe di formaggio prodotte in serie possono avere additivi per esaltarne il sapore e aumentare la loro conservabilità. Ad esempio, i prodotti a base di burro modificato vengono utilizzati in alcune zuppe di formaggio prodotte in serie per esaltarne la sapidità. I gel formati dalla pectina vengono utilizzati in alcune zuppe di formaggio prodotte in serie come sostituti del grasso.

## Varianti

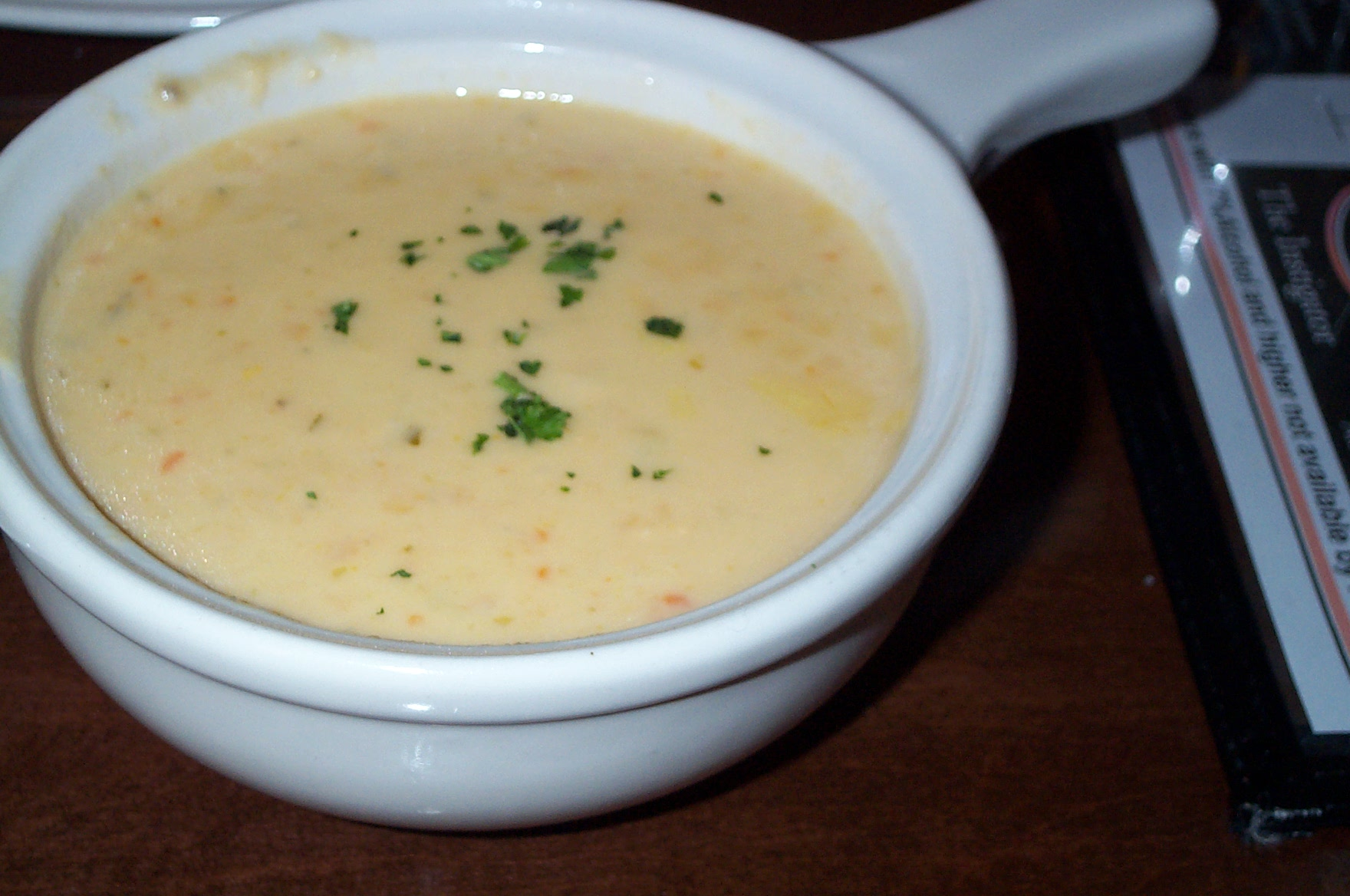
Zuppa di birra e formaggio

Nel Sonora, in Messico, si serve il caldo de queso con patate, cipolle, e peperoncini.
Il mote de queso è una zuppa di formaggio tradizionale del dipartimento di Córdoba, in Colombia.
La zuppa di birra può essere preparata con un'abbondante quantità di formaggio, ed è diffusa in alcuni paesi europei.
In Svizzera, nel nord ovest in Piemonte, Valle d'Aosta e nella Savoia, viene preparata la fonduta.
Il churu viene preparato usando l'omonimo formaggio tibetano.